# Anomala insulicola
Anomala insulicola är en skalbaggsart som beskrevs av Lin 2000. Anomala insulicola ingår i släktet Anomala och familjen Rutelidae. Inga underarter finns listade i Catalogue of Life.